# Michel Koch (philosophe)
Pour les articles homonymes, voir Michel Koch.
Œuvres principales
- Le sacricide (2001)[1]
- Piété pour la chair (2008)[2]

Michel Koch (1913-2005) est un journaliste, essayiste et philosophe français.

## Biographie
Michel Koch nait à Plainpalais en 1913.
Il devient en 1939 le dernier membre d'Acéphale, bien que son nom n'apparaisse apparemment pas dans la revue. Plus de soixante années après, il publie à ce sujet un essai, le sacricide.
Mobilisé en 1939, il est presque immédiatement fait prisonnier par les Allemands, et reste dans un camp de prisonniers en Poméranie de 1940 à 1945.
Il épouse Evelyn Marc en 1949, et a avec elle une fille, Délie Duparc.
Il meurt à Cachan en 2005.
En 2008, son essai Piété pour la chair connait une publication posthume.

## Œuvre et pensée
L'expérience d'Acéphale a profondément marqué Michel Koch et l'a conduit à élaborer une réflexion sur la désacralisation poussée à l'extrême au passage de la société postmoderne et hypermoderne à un espace métamoderne menant à un sacré neuf.
Les écrits de Michel Koch sont caractérisés par une « savante élégance » et la création de néologismes.

### Publications
- Le sacricide, 2001, Éditions Léo Scheer ;
- Piété pour la chair, Paris, 2008, Éditions Lignes, dont Le sacricide constituait initialement trois chapitres mais ont été publiés à part[6].